# 湯谷昇羊
湯谷 昇羊（ゆたに しょうよう、1952年（昭和27年）2月27日- ）は、日本の経済ジャーナリスト、編集者。ダイヤモンド社元取締役、『週刊ダイヤモンド』元編集長。

## 略歴
1952年（昭和27年）、鳥取県鳥取市に生まれる。法政大学経済学部を卒業する。1986年（昭和61年）ダイヤモンド社に入社し、銀行を中心とした金融界を主な取材対象として活動する。
1992年（平成4年）に『週刊ダイヤモンド』副編集長、2004年（平成16年）に同編集長に就任する。2007年（平成19年）に営業局長兼論説委員、同年6月に取締役営業局長に就任する。2008年（平成20年）に退社し、フリーの経済ジャーナリストとなる。

## 著書
- 『迷走する銀行-行員でさえ知らなかった銀行の内幕』（ダイヤモンド社、1992）
- 『生保危機の真実』（ダイヤモンド社、1999）
- 『サムライカード、世界へ 』（文藝春秋、2002）
- 『会社再建-福岡を燃えさせた男高塚猛の軌跡』（ダイヤモンド社、2003）
- 『巨龍に挑む-中国の流通を変えたイトーヨーカ堂のサムライたち-』（ダイヤモンド社、2010）
- 『「できません」と云うな-オムロン創業者立石一真』（ダイヤモンド社、2008）、文庫（新潮社、2011）
- 『企業トップが語る「ゴルフの履歴書」』（パーゴルフ、2012）
- 『「いらっしゃいませ」と言えない国-中国で最も成功した外資・イトーヨーカ堂-』（新潮社、2013）

## 共著
- 『ドキュメント住専崩壊』（ダイヤモンド社、1996）